# Thảm họa Hillsborough

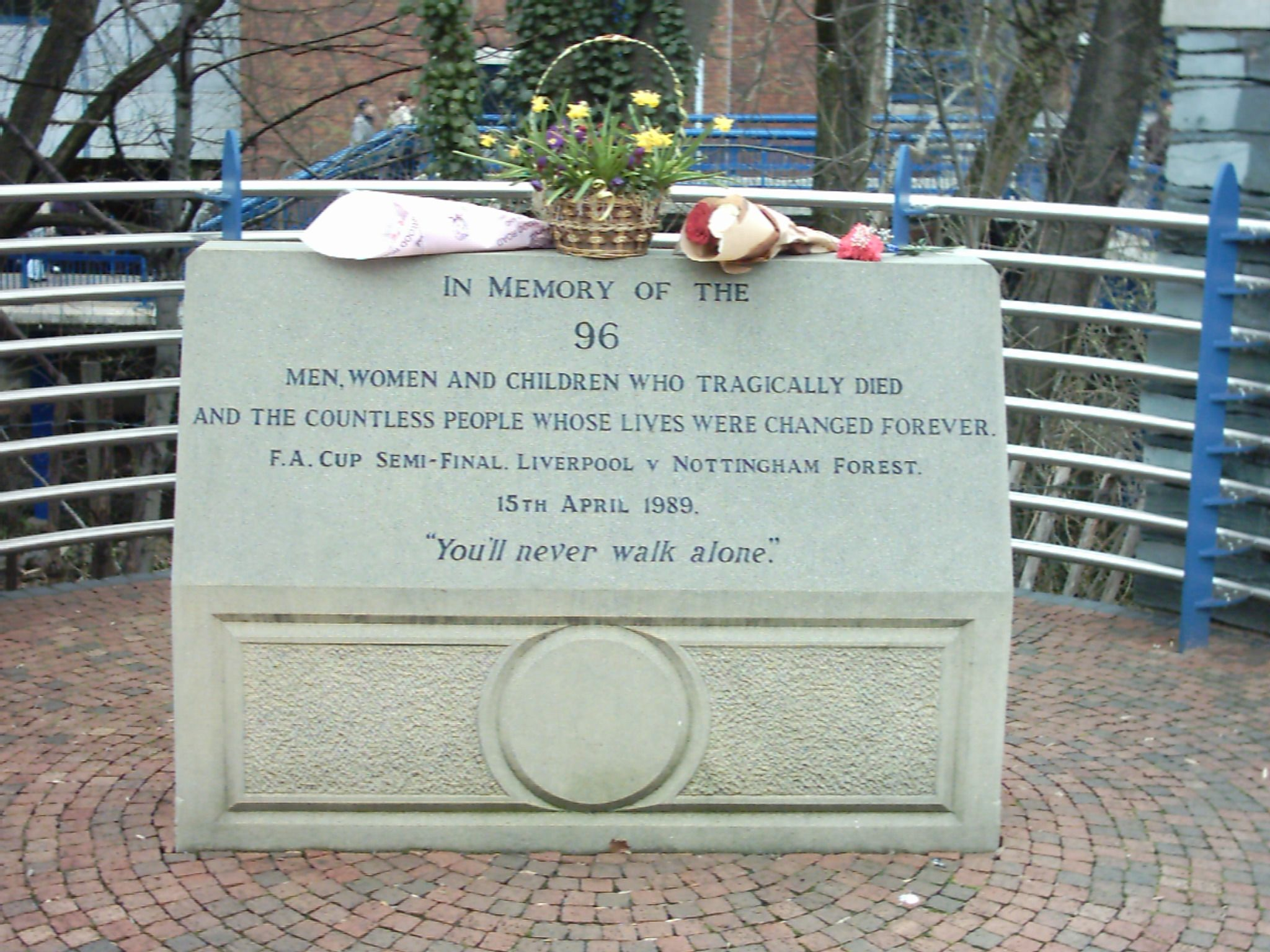
Bia tưởng niệm tại Hillsborough.

Thảm họa Hillsborough là một vụ chen lấn dẫn đến chết người xảy ra vào ngày 15 tháng 4 năm 1989, tại Hillsborough, sân bóng đá và là sân nhà của Sheffield Wednesday ở Sheffield, Anh dẫn đến cái chết của 97 người (tất cả đều là người hâm mộ của Liverpool FC).
Đó là trận bán kết cúp FA giữa Liverpool FC và Nottingham Forest FC. Trận đấu đã bị ngưng lại chỉ sáu phút sau khi bắt đầu hiệp một do góc khán đài ở phía đường Leppings bị đổ.
Cuộc điều tra thảm họa, Báo cáo Taylor, quy nguyên nhân là sự thất bại trong việc quản lý của cảnh sát, và dẫn đến một sự thay đổi về ghế ngồi tại rất nhiều sân vận động dành cho bóng đá khắp Vương quốc Anh và bỏ đi những hàng rào chắn ở hàng ghế đầu.
Tháng 9 năm 2012, cảnh sát Anh và Thủ tướng đương nhiệm David Cameron chính thức xin lỗi Liverpool FC và các cổ động viên vì việc quy tội họ chính là nguyên nhân dẫn tới thảm họa Hillborough.
Tháng 7 năm 2021, nạn nhân thứ 97, Andrew Devine qua đời do những tổn thương não nghiêm trọng 32 năm sau ngày thảm kịch diễn ra.